# Richard O'Sullivan
Richard O'Sullivan (Chiswick, Middlesex, Regne Unit, 7 de març de 1944) és un actor anglès.

## Biografia
Va debutar al cinema a l'edat de vuit anys. Comença a despuntar amb la pel·lícula It's Great to Be Young (1956) al costat de John Mills. Posteriorment, apareixeria en títols com Dangerous Exile (1957), donant vida Lluís XVII, Carry On Teacher, The Young Ones, i Wonderful Life, amb Cliff Richard, així com un petit paper en Cleòpatra (1963), de Joseph L. Mankiewicz, amb Elizabeth Taylor.
El seu primer paper televisiu va ser la del doctor Lawrence Bingham en la sitcom Doctor at Large (1969-1977), un paper secundari (ja que la sèrie era protagonitzada primer per Barry Evans i després Robin Nedwell) en la qual va treballar entre els anys 1971 i 1973. No obstant això, la popularitat li arribaria gràcies al paper de Robin Tripp a Man about the house (1973-1976). Tres anys després va protagonitzar el spin-off de la sèrie, Robin's Nest (1977-1981), continuant amb el personatge que el va fer famós.
Paral·lelament va rodar Dick Turpin (1979-1982) que narrava les peripècies d'un bandit del segle xviii. Després va protagonitzar una altra sitcom, Me and My Girl (1984-1988), i el seu últim sitcom seria la fallida Trouble in Mind en 1991.
El 1996 es va retirar del món de la interpretació. Viu a Brinsworth House, una casa de retir per a actors, des que va patir un atac de cor el 2003.

## Curiositats
La veu de Richard O'Sullivan en els seus doblatges al castellà és la de l'actor Luis Varela. Va aconseguir un TP d'Or 1978 al Millor Actor Estranger pel seu paper a Man about the house, emès com Un hombre en casa.

## Papers a televisió
| Year                | Title                                               | Role              |
| ------------------- | --------------------------------------------------- | ----------------- |
| 1955                | Sherlock Holmes – "The Case of the Unlucky Gambler" | Andy Fenwick      |
| 1956                | Colonel March of Scotland Yard                      | Roger             |
| 1957                | Sword of Freedom                                    | Alberto           |
| 1966                | Danger Man                                          | Aldo Shargis      |
| 1971 1972–1973      | Doctor at Large Doctor in Charge                    | Lawrence Bingham  |
| 1971–1973           | Now Look Here                                       | Keith             |
| 1972                | Alcock and Gander                                   | Richard Gander    |
| 1973–1976 1977–1981 | Man about the house Robin's Nest                    | Robin Tripp       |
| 1979–1982           | Dick Turpin                                         | Dick Turpin       |
| 1984–1988           | Me and My Girl                                      | Simon Harrap      |
| 1991                | Trouble in Mind                                     | Adam Charlesworth |

## Filmografia
- The Yellow Balloon (1953)
- The Stranger's Hand (1954) – Roger Court
- Dance, Little Lady (1954) – Peter
- The Green Scarf (1954)
- Make Me an Offer (1954)
- Loves of Three Queens (1954) – Benoni (segment "I Cavalieri dell'illusione")
- I cavalieri dell'illusione (1954)
- The Dark Avenger (1955) – Thomas Holland
- The Secret (1955) – John Martin
- Raiders of the River (1956) – Joey
- Jacqueline (1956) – Michael
- It's Great to Be Young (1956) – Lawson
- No Time for Tears (1957) – William Reynolds
- L'ombra de la guillotina (Dangerous Exile) (1957) – Lluís XVII / Richard de Beauvais
- The Nun's Story (1959) – Pierre (germà de Gabrielle)
- Carry On Teacher (1959) – Robin Stevens
- Witness in the Dark (1959) – Don Theobald
- And Women Shall Weep (1960) – Godfrey Lumsden
- A Story of David (1961) – Abiathar
- Spare the Rod (1961) – Fred Harkness
- The Young Ones (1961) – Ernest
- The Prince and The Pauper (1962, Disney) – Hugo
- The Webster Boy (1962) – Jimmy Webster
- Cleopatra (1963) – Faraó Ptolemeu XIII
- Dr. Syn, Alias the Scarecrow (1963) – George Ransley
- Wonderful Life[4])1964) – Edward
- Every Day's a Holiday (1965) – Jimmy Dainty
- Sentència per a un dandi (A Dandy in Aspic) (1968) – Nevil
- The Haunted House of Horror (1969) – Peter
- Futtocks End (1970) – The Boots
- Au Pair Girls (1972) – Stephen
- Father, Dear Father (1973) – Richard
- Man About the House (1974) – Robin Tripp
- Can You Keep It Up for a Week? (1974) – Mr. Rose